# Citov
Citov é uma comuna checa localizada na região de Olomouc, distrito de Přerov.